# A Division 1928/1929
Osmý ročník Irish League (1. irské fotbalové ligy) se konal za účasti opět deseti klubů.
Titul získal podruhé ve své klubové historii Shelbourne FC, který získal o jeden bod více něž obhájce titulu Bohemian FC. Nejlepším střelcem se stal hráč Dundalk FC Eddie Carroll, který vstřelil 17 branek.